# Pfostenhaus

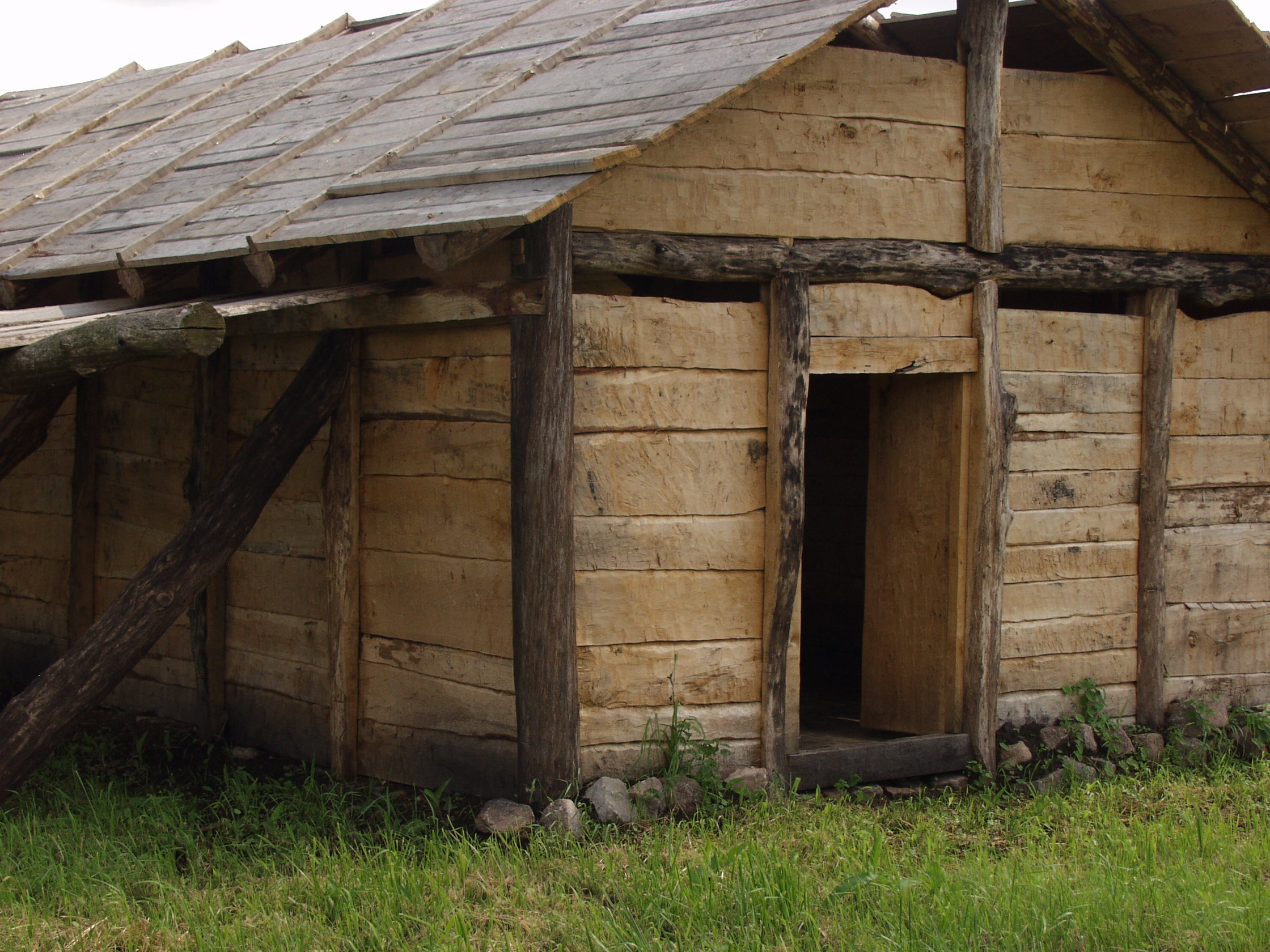
Pfostenhaus mit Blockbohlen im Freilichtmuseum Ukranenland

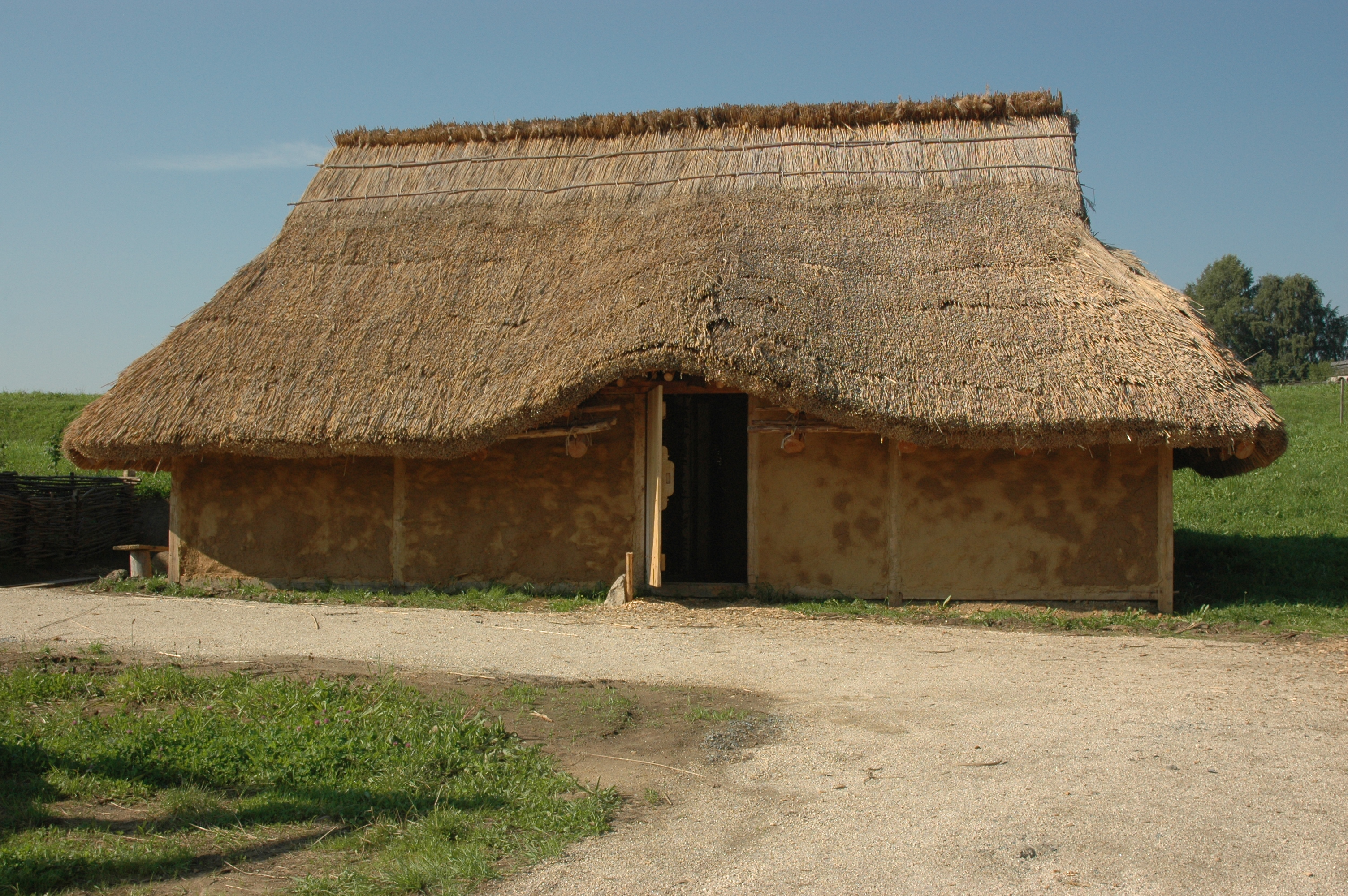
Rekonstruktion eines Pfostenhauses im Geschichtspark Bärnau-Tachov

Pfostenhaus nennt man die nord- und mitteleuropäischen Häuser der Frühgeschichte, die in der sogenannten Pfostenbauweise errichtet wurden. Das Pfostenhaus löste in der Jungsteinzeit die noch ältere Hüttenkonstruktion ab und wurde ab dem 12. Jahrhundert ihrerseits durch die Ständerbauweise ersetzt.

## Konstruktionsmerkmale
Bei Errichtung der Häuser wurden die stehenden Konstruktionselemente bis zu einem Meter tief in den Boden versenkt. Die offenen Bereiche zwischen den Pfosten wurden entweder mit lehmverputztem Flechtwerk aus Hasel- und Weidenruten oder (häufiger im Osten des Verbreitungsgebietes) durch Blockbohlen verbunden. In der Form der germanischen Langhäuser entstanden teilweise bis zu 80 m lange und 8 m breite Gemeinschaftsgebäude in einschiffiger Anlage wie die sogenannte Königshalle in Gudme. Neben Wohnhäusern und Wohnstallhäusern gab es halb in die Erde eingetiefte Grubenhütten als Werkräume und Vorratskeller. Selbst Kirchen wurden in Pfostenbauweise errichtet. In Südskandinavien sowie bei den Normannen und Sachsen waren breite, schiffsförmige, wegen der steigenden Dachlast dreischiffige Wohnstallhäuser mit Mittelgang beliebt. Sie waren in einen kürzeren Wohntrakt und einen längeren Stalltrakt gegliedert, wobei die Viehboxen bzw. Kammern seitlich des Mittelganges lagen. Große Hallenbauten ohne Stallteil werden als Versammlungshäuser von Herrenhöfen gedeutet; für ihren Bau wurden bis zu 150 Eichen gefällt.

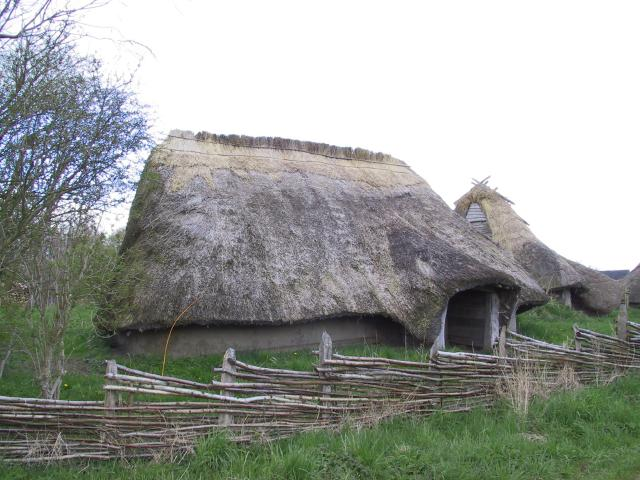
Rekonstruktion eines eisenzeitlichen Pfostenhauses mit tief heruntergezogenem Dach und abgerundeten Stirnseiten im Freilichtmuseum Jernalderlandsbyen Odins Odense auf Fünen

Der primäre Nachteil der Pfostenbauweise war die Fäulnis durch den direkten Kontakt der Pfosten mit dem Erdboden. Pfostenhäuser hielten daher 30 bis maximal 50 Jahre. Dauerhaft standortfeste Häuser waren wegen der extensiven Landwirtschaft und der damit oft verbundenen schnellen Bodenerschöpfung nicht überall nötig; ihre Zahl nimmt erst mit Beginn der Römischen Kaiserzeit zu. Daher sind an der Färbung erkennbare Pfostengruben meist die einzigen Gebäudeüberreste, die wiederum eine große Rolle in der Siedlungsarchäologie spielen. Eine besondere Variante des Pfostenhauses ist das Palisadenhaus, bei der die Pfosten dicht beieinander stehen.

## Verbreitung
Das jungsteinzeitliche Pfostenhaus hatte oft fünf Stützreihen, also vier Schiffe (siehe auch Jungsteinzeitliches Langhaus). Später verzichtete man auf die mittleren Pfosten. Der in der Bronzezeit häufig verbreitete Pfostenhaustyp war zweischiffig mit einem tief, manchmal auch bis zum Erdboden heruntergezogenen Dach aus Grassoden oder Torfplaggen. Das in der Eisenzeit zuerst im südlichen Mitteleuropa, dann auch an Nord- und Ostseeküste, vom Rhein bis zur Weichsel und in Südskandinavien verbreitete dreischiffige Pfostenhaus wurde seit der Völkerwanderungszeit in Nordwestdeutschland durch das einschiffige Pfostenhaus ersetzt. Dieses ist der Vorläufer des Fachwerkhauses in Ständerbauweise, das seit dem 12. Jahrhundert langsam die alte Bauweise ablöste.

## Beispiele
- Archäologisches Freilichtmuseum Oerlinghausen
- Ukranenland
- Geschichtspark Bärnau-Tachov